# M22 (星團)
M22或梅西耶22，也稱為NGC 6656，位於人馬座，是靠近銀河系核心隆起的核球區域的橢圓形球狀星團。它是夜空中可見最明亮的球狀星團之一，可以用雙筒望遠鏡觀賞。最亮的恆星視星等為11等，使用8"望遠鏡可以解析出數百顆較亮的恆星。M22的位置在星群"茶壺"的最北端，斗宿二（人馬座λ）的西北面，恰好位在黃道的南面。

## 觀測史
M22是亞伯拉罕·依勒在1665年8月26日發現的第一批球狀星團之一，在1764年6月5日被夏爾·梅西耶收錄到類彗星天體的目錄中。它是哈洛·沙普利在1930年首先仔細研究的第一批球狀星團之一。它發現大約有70,000顆恆星，並且有一個密集的核心。之後，赫頓·阿普和威廉·墨爾本在1959年繼續研究它。由於它在紅巨星分支（RGB）有大量的色彩分布，與半人馬座ω中觀察到的相似，因此從1977年開始，它成為James E. Hesser等人嚴格審視的天體。

## 性質
M22是距離地球最近的球狀星團之一，距離大約10,600光年。它跨越天空32'的弧度，相當於直徑為99±9光年；在M22中已經發現32顆變星。它投射在銀河系隆起的核球前面，因此對背景中的核球內的恆星有很好的微透鏡效果。
儘管它離我們相對很近，但這個貧金屬星團的光受到塵埃消光的抑制，其視星等只有5.5等，但仍是北半球中緯度地區（指歐洲和北美洲大部分地區）可見最亮的球狀星團。然而，也因為它的位置偏南，在北半球可見的高度不會很高，所以不太為北半球的觀測者注意，不像同屬夏季的球狀星團M13和M5那樣令人印象深刻。

### 行星狀星雲
M22非常不尋常，因為它是4個包含行星狀星雲的球狀星團之一（其餘3個是M15、NGC 6441和帕洛瑪6。）。它是弗雷德·吉列等人從IRAS衛星1986年的資料中發現的點光源（IRAS 18333-2357），吉列等人在1989年鑑定為行星狀星雲。行星狀星雲中心的恆星是一顆藍星，估計這個行星狀星雲（命名為GJJC1）只有6,000年的歷史。

### 黑洞
在M22中發現兩個質量在10到20太陽質量的黑洞。最初，是在新墨西哥州的電波望遠鏡甚大天線陣（VLA）發現，並在2012年得到錢卓X射線天文台的證實。它們的探測表明，黑洞從星團中發射出的引力沒有之前認為的有效，並估計M22內總共有5到100個不同數量黑洞的推測。恆星和黑洞之間的相互作用可以解釋星團異常大的核心。

## 圖集

M22在人馬座中的位置。
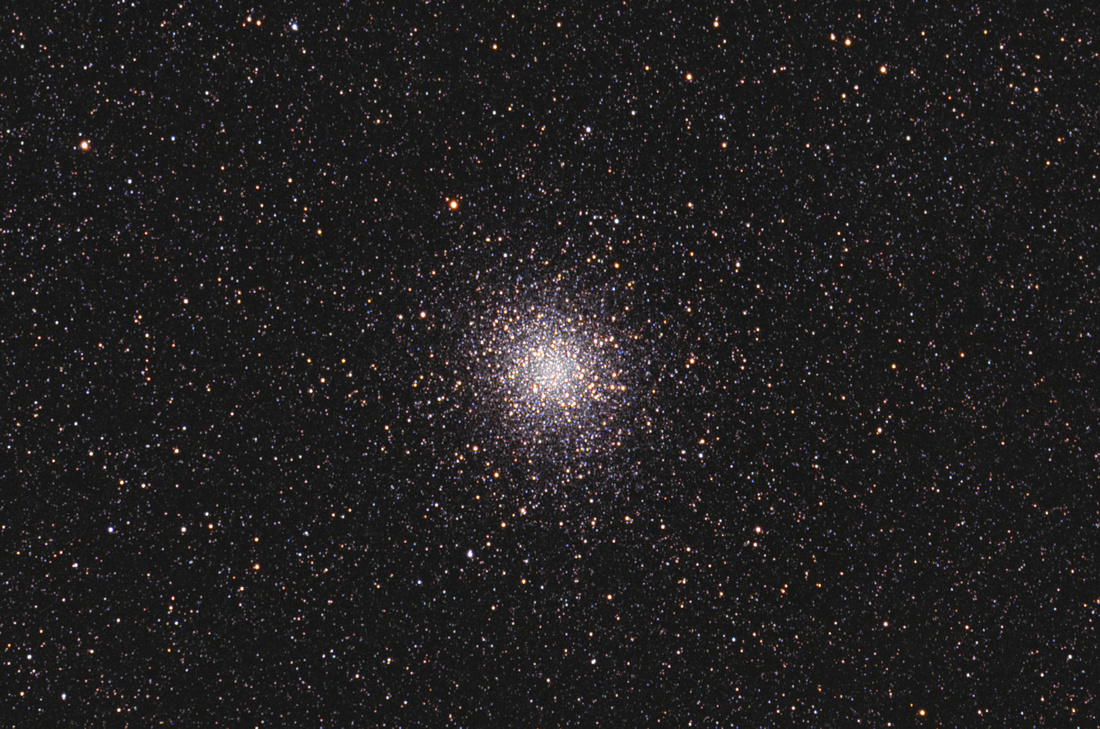
使用業餘天文望遠鏡拍攝的球狀星團 M22。

## 外部連結
- Messier 22, SEDS Messier pages （页面存档备份，存于）
- Messier 22, Galactic Globular Clusters Database page （页面存档备份，存于）
- NASA Astronomy Picture of the Day: Globular Cluster M22 from CFHT (27 June 2005)
- NASA Astronomy Picture of the Day: M22 and the Wanderers (April 12, 2018)
- Merriefield, Mike. . Deep Sky Videos. Brady Haran.   [2020-08-17]. （原始内容存档于2020-07-02）.
- WikiSky上关于M22 (星團)的内容：DSS2, SDSS, GALEX, IRAS, 氢α, X射线, 天文照片, 天图, 文章和图片